# Fugitivi și pelerini
Fugitivi și pelerini (titlu original Zbehovia a pútnici) este un film antologie din 1968 regizat de Juraj Jakubisko, al doilea film de lungmetraj al regizorului slovac. Este o poveste care începe cu primul război mondial și se termină cu un război nuclear apocaliptic. Filmul a câștigat premiul Micul Leu de Aur pentru tinerii artiști de la Festivalul de Film de la Veneția.

## Prezentare
Este format din trei părți: Fugitivi (despre primul război mondial), Dominika (în timpul celui de-al doilea război mondial) și Pelerini (care are loc la o zi după catastrofă nucleară).

## Distribuție
- Mikulás Ladizinský - Zbehovia - Martin / Dominika - Nikolaj / Pútnici - Martin
- Jana Stehnová - Zbehovia - nevesta / Pútnici - dívka
- Augustín Kubán - Zbehovia - Biely Husár / Dominika - Smrt / Pútnici - Smrt
- Helena Gorovova - Zbehovia - Lila / Pútnici - Lila
- Magda Vásáryová - Dominika - Dominika
- Alexandra Sekulova - Zbehovia - Mara
- Olga Vronská - Dominika - Rusky (as Ol'ga Vronská)
- Samuel Adamcík - Dominika - Perun
- Ferencz Gejza - Zbehovia - Kalmán, Pútnici - almán
- Vasek Kovarik - Crippled Christ
- Frantisek Peto - Zbehovia - mrzák
- Mikulás Cincula - Zbehovia - zjizvený
- Ivan Krivosudsky - Dominika - vykupovac
- Peter Debnar - Zbehovia - zenich / Pútnici - zenich
- Ludovit Reiter - Dominika - Fabo
- Juraj Kukura - Dominika - hrebenár
- Ivan Macho - Dominika - Nosatý
- Gejza Spisák - Zbehovia - zandár
- Frantisek Vilím - Dominika - Michal
- Inka Gogálová - Dominica - Ivka
- Katarina Tekelova
- Ondrej Jariabek - Dominika - hrebenár
- Ján Jakubisko
- Albert Pagac - Zbehovia - Bergman
- Alexander Kautnik - Zbehovia - zandár
- Ján Svec - Zbehovia - zandár
- Emanuel Slachta
- Roman Ondriás - Dominika - malý Milan
- Ladislav Oláh - Dominika - bubeník
- Frantiska Horková - Dominika - Perunová
- Jozef Sikuta - Dominika - starec
- Olga Adamcíková - Pútnici - starena
- Jan Gubala - Dominika - hrebenár
- Jozef Krepela
- Gejza Sedlák

## Primire
Criticii de film au spus despre Fugitivi și pelerini: Al doilea film al lui Jakubisko este un dans în valvârtej al nebuniei, al cruzimii, al frumuseții și al înșelăciunii, fără pic de răspundere și normalitate, numai joc și pasiune.

## Legături externe
- Fugitivi și pelerini la Internet Movie Database